# 甘氨酸钠
甘氨酸钠是一种氨基酸盐，化学式为C2H4NNaO2。它可由甘氨酸和氢氧化钠或碳酸氢钠反应制得。它和双(二氯化(对甲基异丙苯)钌)在甲醇中反应，可以得到氯化(甘氨酸)(对甲基异丙苯)钌。